# Zastave jugoslovanskih socialističnih republik
Zastave socialističnih republik v SFRJ so določile republike same. Zastava posamezne socialistične republike se je ob državnih praznikih in drugih priložnostih izobešala skupaj z zastavo SFRJ.
Posamezne zastave vseh šestih konstitutivnih jugoslovanskih socialističnih republik so bile videti takšne:
| SR Bosna in Hercegovina | SR Črna gora | SR Hrvaška |
| SR Makedonija           | SR Slovenija | SR Srbija  |

Republiške zastave so bile pravzaprav zgodovinske zastave posameznih jugoslovanskih narodov z dodano rdečo zvezdo, simbolom komunizma. Poleg rdeče peterokrake je bila skupna značilnost zastav tudi raba panslovanskih barv, razen pri makedonski zastavi, ki je nastala na novo. Zaradi tamkajšnje mešane narodne sestave je bila zastava BiH kar pomanjšana jugoslovanska zastava v levem zgornjem kotu rdeče zastave, še enega simbola delavstva in komunizma.